# Sergio Martínez (Radsportler)
Sergio „Pipián“ Martínez (* 8. September 1943 in Pipián, Kuba; † 2. Oktober 1979 in Havanna) war ein kubanischer Radrennfahrer.

## Sportliche Laufbahn
Martínez war im Straßenradsport und im Bahnradsport aktiv. Sein erster internationaler Start erfolgte 1962 bei den Zentralamerika- und Karibikspielen. Martínez, der für den Verein Matanzas startete, gewann 1964 die erste Auflage der Kuba-Rundfahrt, die noch ohne internationale Beteiligung ausgetragen wurde. 1966, 1968 und 1969 konnte er diesen Erfolg wiederholen. 1965, 1967 und 1972 belegte er jeweils den zweiten Platz in der Gesamtwertung. Insgesamt 28 Etappen seiner heimatlichen Rundfahrt konnte er gewinnen. Er gewann die nationale Meisterschaft im Straßenrennen der Männer von 1963 bis 1966.
Martinez war auch mehrfacher Meister auf der Bahn. So gewann er 1966 die Titel im 1000-Meter-Zeitfahren, in der Einerverfolgung und in der Mannschaftsverfolgung jeweils mit neuen Rekordzeiten.
1968 startete Martínez bei den Olympischen Sommerspielen in Mexiko: Das olympische Straßenrennen konnte er nicht beenden, in der Mannschaftsverfolgung kam er mit der kubanischen Mannschaft nicht über die Qualifikation hinaus. Bei den Zentralamerika- und Karibikspielen 1966 kam er im Straßenrennen auf den 18. Platz. 1970 errang er bei den Zentralamerika- und Karibikspielen die Bronzemedaille in der Einerverfolgung sowie eine Silbermedaille in der Mannschaftsverfolgung auf der Bahn. Bei den Panamerikanischen Meisterschaften im selben Jahr wurde er Dritter im Straßenrennen. Martinez startete vier Mal bei der Internationalen Friedensfahrt. Platz 61 bei seinem Debüt 1964 blieb dabei seine beste Platzierung.
1979 starb Martínez, inzwischen als Trainer aktiv tätig, an den Folgen eines Verkehrsunfalls mit seinem Motorrad.